# Hal Rogers
Harold Dallas Rogers (født 31. december 1937) er en amerikansk advokat og politiker (R), der siden 1981 har været medlem af Repræsentanternes Hus valgt i Kentucky. Han er den længstsiddende af de nuværende medlemmer af Repræsentanternes Hus.